# Josep della Scala
Josep della Scala fou fill d'Albert I della Scala. Es va dedicar a la vida religiosa i fou prior de San Giorgio de Braida a Verona del 1281 al 1292, i abat de Sant Zenó del 1292 fins a la seva mort, probablement el 5 de novembre de 1314. Tot i la seva condició va deixar tres fills naturals: Guillem della Scala, Bartolomeo della Scala il vescovo i Albert della Scala (mort el 1352).